# 주산구

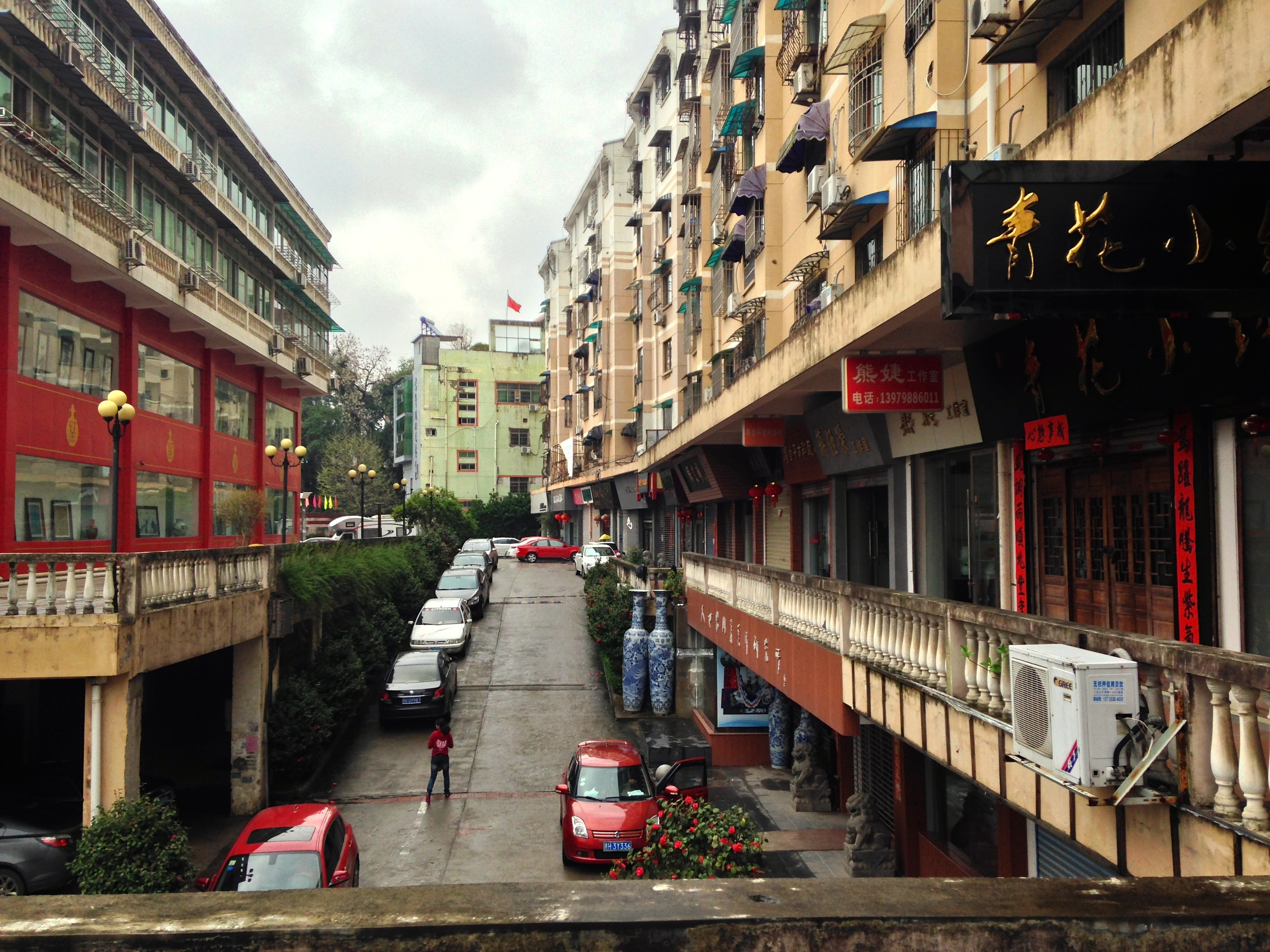

주산구(한국어: 주산구, 중국어: 珠山区, 병음: Zhūshān Qū)는 중화인민공화국 장시성 징더전 시의 현급 행정구역이다. 넓이는 31km2이고, 인구는 2007년 기준으로 280,000명이다.

## 기후
연평균 기온은 16.9℃이고 연평균 강수량은 1687mm이다.

## 행정 구역
9개 가도를 관할한다.
- 가도: 石狮埠街道, 新厂街道, 里村街道, 周路口街道, 昌江街道, 新村街道, 珠山街道, 太白园街道, 昌河街道.